# Moderna Tider
Moderna Tider (со швед. — «Современные времена») — второй студийный альбом шведской поп-рок группы Gyllene Tider, вышедший 10 марта 1981 года (на LP и аудио-кассетах) и 28 марта 1991 года на компакт-дисках. Продажи первых тиражей альбома превысили 390.000 экземпляров.

## История
Альбом был записан на студии EMI в Стокгольме, Швеция, в августе и сентябре 1980 года, а также в январе 1981 года. Песню «När vi två blir en» Гессле написал в октябре 1980 года. Первой издание альбома на LP включало бонусный мини-альбом (EP) под названием «Swing & Sweet!», который усиливал интерес к новому альбому группы. На первом издании аудиокассет были записаны все четыре песни из мини-альбома, поэтому трэклист отличается в сравнении со вторым и последующими тиражами кассет.
Роль Нюгрен, управляющий директор EMI Svenska AB заявил, что ещё до выхода «Moderna Tider» было заказано изготовлении более 140.000 копий пластинки (по другим данным 160.000).
В 1990 году альбом был выпущен на CD в составе коробки «Kompakta Tider» и в 1991 году как самостоятельный альбом на CD. На них были включены четыре бонусных песни с мини-альбома, а также ещё две дополнительных песни: «Ljudet av ett annat hjärta» и «Teena» — до этого момента обе песни ранее выходили только на сингле «Ljudet av ett annat hjärta».
Выпущенные на CD бонусные трэки «För dina bruna ögons skull» и «Vem tycker om dej?» ранее выпускались только на «Fan Club 7» Single" (фан-клубный 7"-сингл) «För dina bruna ögons skull». Песня «Leka med elden» ранее выпускалась только в качестве би-сайда к синглу «(Kom så ska vi) Leva livet».

### Left-overs
Пер Гессле написал несколько песен для этого альбома, которые тем не менее не вошли в финальную версию пластинки. Так, например, песня «Keep The Radio On (This Is The Perfect Song)» была написана на шведском для этого альбома. Она не вошла в финальную версию альбома; Гессле использовал её только в 1990-х — он перевёл текст на английский язык, записал демоверсию (выпущена в коробке PG Archives demo box; «Demos and other fun stuff, vol. 4»), студийную версию для альбома «The Lonely Boys» (1995), а позже ещё одна студийная версия песни была включена в его сольный альбом «Son of a Plumber» (2005) в качестве бонус-трека.

## Музыканты
Gyllene Tider
- Мике Сюд Андерссон — ударные, бэк-вокал и вокал для песни «Min tjej och jag»
- Йоран Фритцсон — орган, клавишные и бэк-вокал
- Пер Гессле — вокал и электрогитара
- Андерс Херрлин — бас и бэк-вокал
- Матс МП Перссон — электрогитара и бэк-вокал

Другие участники записи
- Ханс Брайтхольц[швед.] — клавишные для песни «Gyllene Tider för Rock’n’roll»
- Marie I Växeln — дополнительный вокал для песни «Min tjej och jag»
- Пу Рогефельдт[англ.] — вокал для песни «Gyllene Tider för Rock’n’roll»
- Никлас Стрёмстед — бэк-вокал

## Список песен
Автор текста и музыки: Пер Гессле, кроме тех случаев, где отмечено особенно.
1. Vänta på mej! (2:52)
2. Tuff tuff tuff (som ett lokomotiv) (2:59)
3. På jakt efter liv (3:20)
4. När vi två blir en (3:05)
5. Det hjärta som brinner (3:00)
6. Du spelar svår att nå (2:42)
7. Kom intill mej (3:28) (музыка: Пер Гессле и Матс Перссон)
8. (Kom så ska vi) leva livet (3:41) (музыка: Гессле и Перссон)
9. Min tjej och jag (3:24)
10. Povel Ramel, Paul McCartney & jag (3:47) (музыка: Гессле и Перссон)
11. Chrissie, hur mår du? (3:31) (музыка: Гессле и Перссон)
12. Kärleken är inte blind (men ganska närsynt) (3:47) (музыка: Гессле и Перссон)
13. När alla vännerna gått hem (3:50)

### Мини-альбом «Swing & Sweet!»
Первые 120.000 экземпляров первого издания альбома на 12" виниловой пластинке продавались вместе с дополнительным мини-альбомом «Swing & Sweet!». «Swing & Sweet!» был издан на 7" виниловой пластинке в Нидерландах.
На нём были записаны четыре песни-кавера на шведском языке на всемирноизвестные поп хиты:
1. Gyllene Tider för Rock 'n' Roll (2:59) (оригинал Mott the Hoople — «Golden Age of Rock’n’Roll»)
2. Vill ha ett svar (2:12) (оригинал Tom Petty and the Heartbreakers — «I Need to Know[англ.]»)
3. Och jorden den är rund (1:57) (оригинал The Beatles — «And Your Bird Can Sing»)
4. Ge mig inte det där (2:20) (оригинал The Beach Boys — «Girl Don’t Tell Me»)

Том Петти, кавер на песню которого исполнили Gyllene Tider, услышал версию шведских музыкантов. Исполнение так ему понравилось, что он отправил телекс в Швецию, чтобы уведомить музыкантов о том, что ему понраивлся их кавер.

### Бонус трэки
Следующие песни были выпущены в качестве бонус-трэков на CD-издании альбома:
1. Ljudet av ett annat hjärta (3:50)
2. Teena (6:05)
3. För dina bruna ögons skull (3:39)
4. Vem tycker om dej? (4:31)
5. Leka med elden (4:51)

## Форматы записи
Альбом был выпущен в Швеции в 1981 году на 12" виниловых пластинках (LP) и аудиокассетах (MC). К пластинкам LP первого тиража прилагался бонусный мини-альбом. Первое издание аудиокассет содержало четыре бонус-трэка. В 1990 году в Швеции альбом был выпущен на компакт-дисках (CD). В этом же году альбом был выпущен на CD и в Нидерландах. В 2004 году альбом был выпущен на CD (диджипак) с тем же списком песен, что и CD 1990 года.

## Синглы
Из альбома было выпущено два сингла
- «När vi två blir en»: сингл был выпущен в 29 октября 1980 года[8]. Его продажи превысили 100.000 экземпляров. Песня возглавляла шведский чарт синглов 12 декабря 1981 года вплоть до 10 апреля 1982 года[8] на протяжении 16 недель подряд[2]. Популярность сингла подстегнула продажи дебютного альбома группы, «Gyllene Tider».

- «(Kom så ska vi) Leva livet»

Кроме того, осенью 1981 года был выпущен сингл «Ljudet av ett annat hjärta». Этот релиз был приурочен к выходу фильма о гастрольном туре «Parkliv!» 24 октября 1981 года. Режиссёром фильма стал Ларс «Лассе» Хэльстрём, который ранее режиссировал фильм «ABBA: Фильм» (1977), а затем приобрёл славу в Голливуде с такими фильмами как «Правила виноделов» и «Шоколад».

## Гастрольный тур
30 апреля 1981 года состоялся первый концерт тура в поддержку нового альбома. Вместо запланированных 1500 зрителей на концерт пришли 6000 человек. Образовалось столпотворение и давка, в которой три человека погибли. Gyllene Tider отменили три последующих концерта (включая выступление в родном Хальмстаде), однако вскоре тур позобновился. Группа отыграла 130 концертов, закончив тур в сентябре. Во время тура группа побила несколько рекордов по посещаемости концертов, а также выиграла конкурс на звание самой популярной шведской группы.

## Чарты
Альбом три недели возглавлял шведский чарт альбомов, проведя в нём в общей сложности 18 недель. Альбом также добрался до 2 строки в норвежском чарте альбомов, проведя в нём 34 недели.